# Il grido dell'aquila
Il grido dell'aquila è un film del 1923 diretto da Mario Volpe. Si tratta del primo film di stampo propagandistico dell'epoca fascista. Esso mescola al suo interno materiali documentari e resti di un film non terminato sulla prima guerra mondiale e sulle delusione del dopoguerra per i reduci.

## Trama
Il film è diviso in quattro parti: episodi più gloriosi della prima guerra mondiale, sforzi della nazione per la guerra, crisi morale e materiale dopo la vittoria e prime lotte fasciste, infine esaltazione italica dell'Esercito, della Marina e del Fascismo.

## Distribuzione
Venne proiettato in varie città d'Italia il 20 settembre del 1923, inaugurando il primo anniversario della marcia su Roma. Grazie a questo film e ai successivi (da ricordare Dove si lavora per la grandezza d'Italia), lo stesso Mussolini percepisce le possibilità propagandistiche e didattiche del mezzo cinematografico.